# Figaro Ceng
Figaro Ceng Shao Zong (caratteri cinesi: 曾少宗; Taiwan, 18 novembre 1981) è un attore taiwanese.

## Filmografia
| Anno | Titolo                           | Stato       | Ruolο       | Personaggio |
| 2009 | 下一站，幸福 / Autumn's Concerto | Televisione | Di supporto | Jacko       |
| 2009 | 幸福的抉擇 / I do?               | Televisione | Di supporto |             |
| 2005 | 惡魔在身邊 / Devil Beside You    | Televisione | Di supporto | Ah Rang     |
| 2005 | 終極一班 / KO One                | Televisione | Di supporto |             |
| 2003 | 流星花園Ⅱ / Meteor Garden II     | Televisione | Di supporto |             |